# 腓特烈一世 (萊格尼察)
腓特烈一世（波蘭語：Fryderyk I legnicki，1446年5月3日—1488年5月9日），萊格尼察公爵，盧賓公爵揚一世之子，1454年至1488年在位。

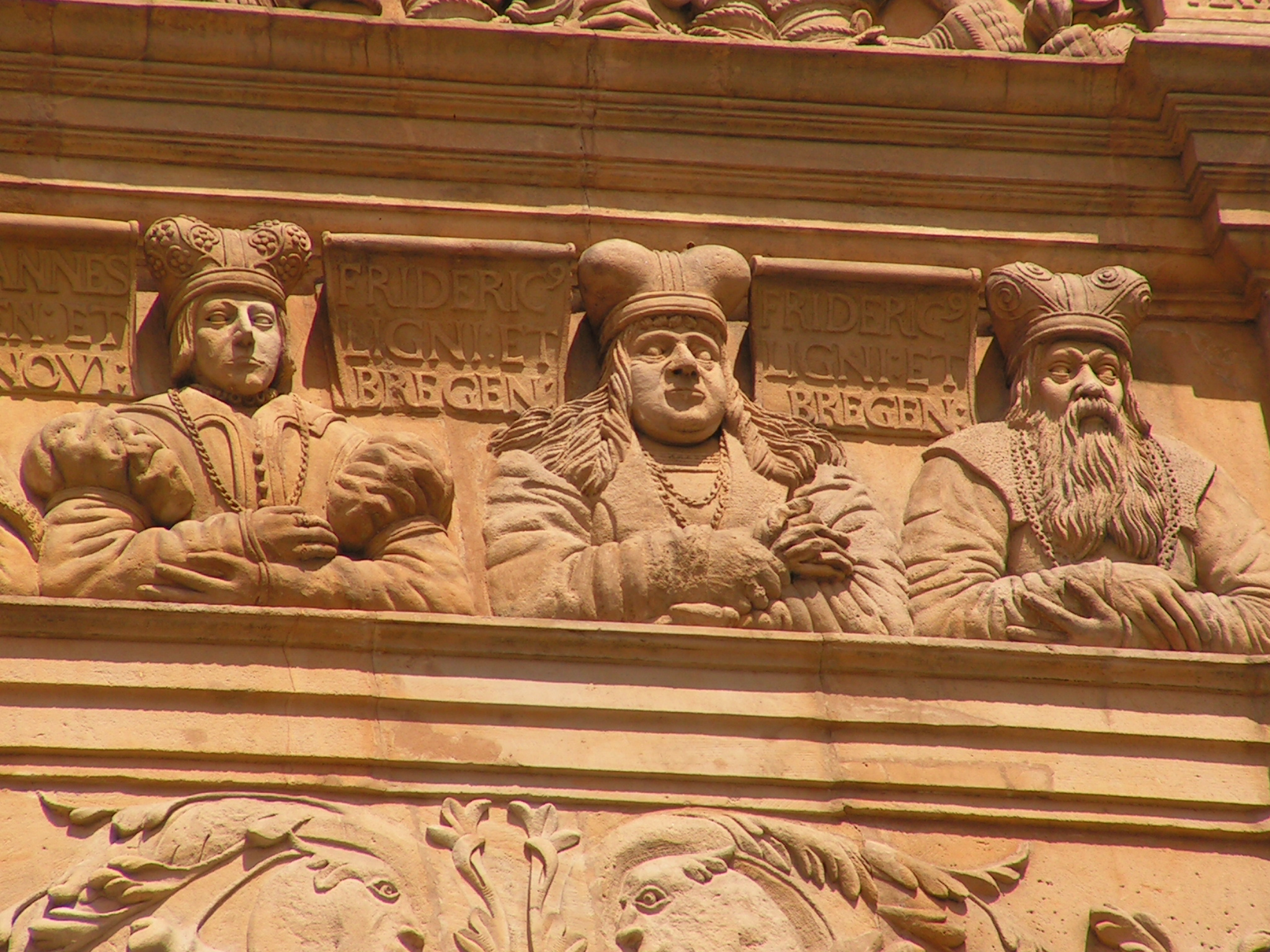
腓特烈一世（中）

## 家庭
1474年，腓特烈一世與波希米亞國王波傑布拉德的伊日的女兒盧德米拉結婚，兩人共有三個兒子：
1. 揚二世（1477年—1495年），早逝
2. 腓特烈二世（1480年—1547年）
3. 傑日一世（英语：George I of Brieg）（約1482年—1521年）